# Głaszczkochody
Głaszczkochody (Palpigradi) - rząd pajęczaków obejmujących zwierzęta bardzo małe (do 3 mm długości). Głaszczkochody zamieszkują obszary zwrotnikowe i podzwrotnikowe, kilka gatunków żyje również w Europie, nad Morzem Śródziemnym. Zwierzęta ślepe, ich oskórek jest cienki, oddychają całą powierzchnią ciała. Około 80 gatunków. Na ostatnim segmencie odwłoka biczyk, podobny jak u biczykoodwłokowców. Nazwa rzędu odzwierciedla ich najbardziej charakterystyczną cechę: nogogłaszczki są zbudowane jak odnóża kroczne, nie ma na nich wyrostków do żucia i służą do chodzenia.

## Systematyka
- Rodzina: Eukoeneniidae(inne języki)
  - Rodzaj: Allokoenenia(inne języki)
  - Rodzaj: Eukoenenia(inne języki)
  - Rodzaj: Koeneniodes(inne języki)
  - Rodzaj: Leptokoenenia(inne języki)
  - Rodzaj: Paleokoenenia(inne języki)
  - Rodzaj: Prokoenenia(inne języki)
  - Rodzaj: Triadokoenenia(inne języki)